# 粗管上低音號
粗管上低音號（英語：Euphonium）是上低音號的一種，在中國稱作「小低音號」，舊時音譯作「優風寧」、「尤風寧」等。
粗管上低音號的管徑是常見的三種上低音號中最寬闊的。通常有四個按鍵，部分會只有三個按鍵。使用低音譜號實音記譜，也可以兼看細管上低音號的樂譜。

## 名稱
1843年，威瑪地區的費迪奈德·索馬（Ferdinand Sommer）利用新的活塞式按鍵，設計出一種新穎的次中音域樂器，並將之命名為「euphonion」。這種樂器成為現代的粗管上低音號的直接原型:69。
Euphonion的字源來自希臘文的euphonos，意為「甜美的聲音」。

## 歷史
粗管上低音號的前身是蛇形號，大約在1590年出現:67。蛇形號的音高範圍是兩個八度，如同大部分的吹管樂器，起初並沒有按鍵系統，必須向木笛一樣透過手指開闔來改變音高。後來，在按鍵系統出現後，蛇形號逐漸被改良為奧菲克萊德號，這兩項樂器在瓦格纳的作品中都有應用。
粗管上低音號在1840年代開始興起，並在半世紀之間逐漸取代了製造上更耗成本的奧菲克萊德號，成為當時在英國、歐洲甚至美日等地業餘銅管樂團的主流中音域樂器之一。在樂器結構上，1874年由大衛·詹姆士·布萊克利設計的自動低音補償系統，使粗管上低音號的音準問題獲得了改善:70。此系統的專利在1974年失效後，各大樂器商包括山葉(Yamaha)、米拉風（Miraphone）、亞當斯(Adams)、威爾森（Willson）、貝森(Besson)、希斯布納（Hirsbrunner）、史德林（Sterling）等競相複製其技術，促成了樂器硬體的一大躍進。

## 變形

### 行進粗管上低音號
在行進樂隊中，由於上低音號的開口向上，有時使用開口向前的行進粗管上低音號（marching euphonium）代替。由於通常有彎曲向前的號口，常被戲稱為「太陽花」。（也有部分製造者會製作成如同行進細管上低音號的造型），粗管上低音號的吹嘴跟粗管長號的吹嘴是通用的（與細管上低音號和細管長號的吹嘴不通用）。

## 相關活動
- 國際低音號與粗管上低音號年會（International Tuba and Euphonium Conference，美國）
- 國際粗管上低音號與低音號節（International Euphonium Tuba Festival，美國）
- 萊諾·富康國際低音號與粗管上低音號節（Leonard Falcone International Tuba and Euphonium Festival，美國）
- 列克薩國際銅管週（Lieksa Brass Week，芬蘭）
- 濟州國際銅管比賽（韓國）
- 日本管樂打擊比賽
- 香港亞洲長號及銅管音樂節